# Souad Titou
Souad Titou (sinh ngày 14 tháng 2 năm 1986) là một cầu thủ bóng ném của đội tuyển Algérie. Cô chơi cho câu lạc bộ Lomme Lille, và trong đội tuyển quốc gia Algérie. Cô đại diện cho Algeria tại Giải vô địch bóng ném nữ thế giới 2013 ở Serbia, nơi đội tuyển Algérie xếp thứ 22.